# ATP 결합 카세트 수송체

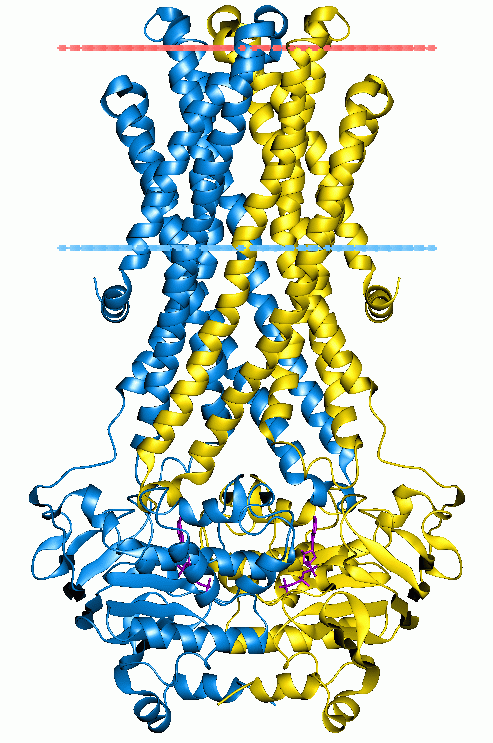
지질 플립페이스 MsbA

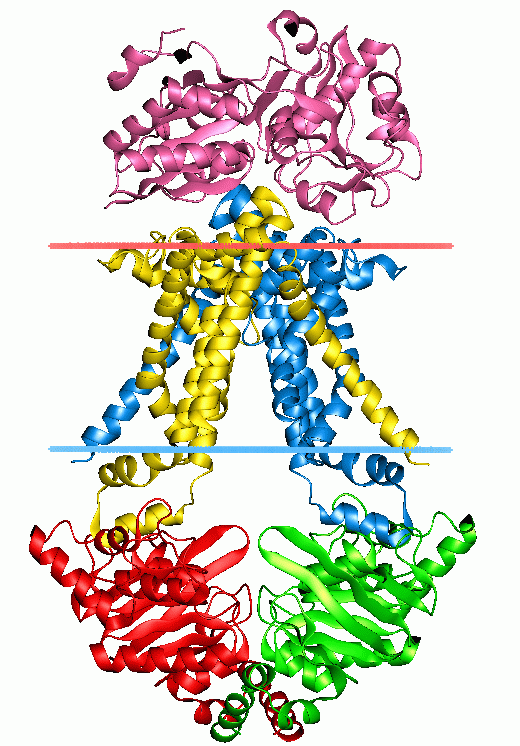
몰리브덴산염 수송체 AB_{2}C_{2} 복합체, 열린상태

ATP 결합 카세트 수송체(영어: ATP-binding cassette transporter)는 단백질 슈퍼패밀리의 한 구성 요소로 원핵생물부터 사람에 이르기까지 널리 퍼져있는 가장 오래된 단백질 패밀리이다. ATP 결합 상자 수송체, ABC 수송체(영어: ABC transporter)라고도 한다. ABC 수송체는 막관통 단백질로 ATP를 가수분해한 에너지를 사용하여 다양한 기질을 막으로 넘기며 이동시킨다던지, 수송에 관련이 없는 DNA, RNA의 복구와 같은 생물학적인 기능을 수행한다. ABC 수송체는 다양한 기질들을 세포 밖과 세포 안으로 수송하며, 이 기질들은 대사 산물, 지질, 스테롤 그리고 약물 등이다. ABC 수송체라고 불리는 단백질들은 ATP 결합 상자 도메인을 가지고 있다.

## 같이 보기
- 아데노신 삼인산 (ATP)
- 수송체